# Dream, After Dream
Albums de Journey
Departure
(1980) Escape
(1981)
Dream After Dream est le septième album studio du groupe Journey sorti en 1980. Il s'agit de la Bande Sonore du film japonais Yume, Yume No Ato. Ce serait le dernier album avec le claviériste Gregg Rolie. 

## Liste des chansons
| No | Titre                  | Durée |
| -- | ---------------------- | ----- |
| 1. | Destiny                | 8:54  |
| 2. | Snow Theme             | 4:04  |
| 3. | Sandcastles            | 4:44  |
| 4. | A Few Coins            | 0:40  |
| 5. | Moon Theme             | 4:35  |
| 6. | When the Love Has Gone | 4:02  |
| 7. | Festival Dance         | 0:57  |
| 8. | The Rape               | 2:11  |
| 9. | Little Girl            | 5:48  |

## Personnel
- Steve Perry : Chant
- Neal Schon : Guitare, chœurs
- Gregg Rolie ; Claviers, piano, harmonica, chant, chœurs
- Ross Valory: Basse, chœurs
- Steve Smith : Batterie, percussions, chœurs

- Musiciens additionnels :
- Eiji Arai, Yasuo Hirauchi, Tadataka Nakazawa, Sumio Okada - Trombones
- Toshio Araki, Yoshikazu Kishi, Kenji Yoshida, Takatoki Yoshioka - Trumpettes
- Takashi Fukumori, Hachiro Ohmatsu, Kiyoshi Ohsawa, Masatsugu Shinozaki - Violons
- Hiroto Kawamura, Kazuo Okamoto - Violoncelles
- Masayuki Yamashiro - Cuivres
- Les cordes et les cuivres ont été arrangées et dirigées par Matthew A. Schon

## Production
- Kevin Elson : Production, ingénieur, mixing
- Akira Fukada, Geoff Workman :  Ingénieurs